# الیزابت پیندو
الیزابت پیندو (اسپانیایی: Elisabeth Pinedo‎؛ زادهٔ ۱۳ مهٔ ۱۹۸۱) بازیکن هندبال اهل اسپانیا است.